# Rômulo (Fußballspieler, 1987)
Rômulo Souza Orestes Caldeira, genannt Rômulo (* 22. Mai 1987 in Pelotas), ist ein brasilianisch-italienischer Fußballspieler, der im Mittelfeld agiert.

## Karriere

### Verein
Über Rômulos Jugendzeit ist nicht Näheres bekannt, die erste bekannte Vereinsstation war für ihn SER Caxias do Sul im Jahre 2007. Nach weiteren verschiedenen Vereinen in Brasilien (unter anderem EC Juventude), spielte er ab 2009 für den EC Santo André, für den er in 22 Partien ein Tor erzielen konnte. Nach einem Jahr jedoch wechselte er zu Cruzeiro Belo Horizonte, für den er in 16 Spielen ebenfalls ein Tor erzielte, bevor der Verein ihn auf Leihbasis zu Athletico Paranaense transferierte. Nach lediglich fünf Einsätzen bei Paranaense wechselte Rômulo 2011 nach Italien zur AC Florenz. Nach 30 Einsätzen bei zwei Toren von 2011 bis 2013 in der Serie A wurde er für die Spielzeit 2013/14 an Hellas Verona verliehen. Nach Ende der Leihfrist wurde er von Hellas fest verpflichtet, am 2. August 2014 jedoch für eine Saison an Juventus Turin ausgeliehen, mit einer Kaufoption in Höhe von sechs Millionen Euro. Juve zog die Option jedoch nicht und Rômulo kehrte zu Hellas zurück.
Zur Saison 2018/19 wechselte Rômulu zum CFC Genua. Im Januar 2019 verlieh Genua Rômulu bis Saisonende an Lazio Rom aus. Nachdem Rômulo mit Genua zunächst in die Saison 2019/20 gestartet war, wurde am 2. September 2019 seine Leihe an den Ligakonkurrenten Brescia Calcio bekannt. Ende März 2021 gab der Cruzeiro EC die Verpflichtung von Rômulu bekannt. Der Kontrakt erhielt eine Laufzeit über drei Jahre. Der zum Zeitpunkt der Verpflichtung 33-jährige, hatte sein letztes Spiel acht Monate zuvor für Brescia bestritten und seit Januar 2020 kein Spiel über die volle Zeit. Im Oktober 2022 gab der Spieler seine vorzeitige Vertragsauflösung zum Saisonende im November bekannt. Anschließend war der Spieler über ein Jahr vereinslos und ging dann am 7. März 2024 zum Athletic Club in die brasilianische Série D.

### Nationalmannschaft
Rômulo besitzt auch die italienische Staatsbürgerschaft. Aufgrund seiner beeindruckenden Leistungen bei Verona wurde er im April 2014 erstmals von Cesare Prandelli, dem Trainer der italienischen A-Nationalmannschaft berufen. Am 13. Mai 2014 wurde Rômulos in einen vorläufigen 30-Mann-Kader für die bevorstehende Fußball-Weltmeisterschaft 2014 aufgenommen, aber am 1. Juni 2014 wurde er aus dem endgültigen 23-Mann-Kader des Turniers gestrichen. Rômulo erklärte einen Tag später, dass er freiwillig auf seinen Platz im Kader verzichtet hatte, obwohl er ursprünglich in Prandellis letzten 23-Mann-Kader aufgenommen worden war. Die Berufung habe er abgelehnt, da er das Gefühl hatte, in Bezug auf seine körperliche Verfassung nicht ganz 100%ig fit zu sein und daher vorgezogen habe seinen Platz im Team anderen Spielern anzubieten, die besser in Form waren als er.

## Erfolge
Juventus Turin
- Italienischer Meister: 2015
- Italienischer Pokalsieger: 2015

Hellas Verona
- Aufstieg in die Serie A: 2017

Lazio Rom
- Coppa Italia: 2019

## Trivia
Rômulo besitzt neben der brasilianischen auch die italienische Staatsbürgerschaft.